# Parlamentswahl in Costa Rica 2002
- PAC: 14
- PLN: 17
- PUSC: 19
- ML: 6
- PRC: 1

Die Parlamentswahl in Costa Rica 2002 fand am 3. Februar 2002 statt. Zum selben Zeitpunkt wurde außerdem die erste Runde der Präsidentschaftswahl abgehalten.

## Ablauf
Gewählt wurden 57 Abgeordnete für die Legislativversammlung von Costa Rica. Die Wahl erfolgte nach dem Verhältniswahlrecht. Die Legislaturperiode betrug vier Jahre.

## Ergebnis
Die Partido Unidad Socialcristiana war mit 29,8 % der Gewinner der Wahl und konnte ihren ersten Platz verteidigen, musste aber dennoch die größten Stimmenverluste hinnehmen. Auf dem zweiten Platz und ebenfalls mit deutlichen Verlusten kam die Partido Liberación Nacional mit 27,1 %. Drittplatzierter wurde die neu gegründete Partido Acción Ciudadana, welche aus dem Stand rund 22 % der Stimmen holen konnte.
| Partei                     | Partei                                   | Stimmen   | Stimmen | Stimmen | Sitze  | Sitze |
| Partei                     | Partei                                   | Anzahl    | %       | +/−     | Anzahl | +/−   |
| -------------------------- | ---------------------------------------- | --------- | ------- | ------- | ------ | ----- |
|                            | Partido Unidad Socialcristiana (PUSC)    | 453.201   | 29,8    | −11,4   | 19     | −8    |
|                            | Partido Liberación Nacional (PLN)        | 412.383   | 27,1    | −7,7    | 17     | −6    |
|                            | Partido Acción Ciudadana (PAC)           | 334.162   | 22,0    | Neu     | 14     | Neu   |
|                            | Movimiento Libertario (ML)               | 142.152   | 9,3     | +6,2    | 6      | +5    |
|                            | Partido Renovación Costarricense (PRC)   | 54.699    | 3,6     | +1,6    | 1      | ±0    |
|                            | Partido Fuerza Democrática (PFD)         | 30.172    | 2,0     | −3,8    | –      | −3    |
|                            | Partido Integración Nacional (PIN)       | 26.084    | 1,7     | −1,1    | –      | −1    |
|                            | Coalición Cambio 2000                    | 12.992    | 0,8     | Neu     | –      | Neu   |
|                            | Partido Acción Laborista Agrícola (PALA) | 10.890    | 0,7     | −0,5    | –      | −1    |
|                            | Partido Independiente Obrero (PIO)       | 8.044     | 0,5     | Neu     | –      | Neu   |
|                            | Partido Patriótico Nacional (PPN)        | 7.123     | 0,5     | Neu     | –      | Neu   |
|                            | Partido Unión Agrícola Cartaginés (PUAC) | 6.974     | 0,5     | ±0,0    | –      | ±0    |
|                            | Alianza Nacional Cristiana (ANC)         | 6.825     | 0,4     | Neu     | –      | Neu   |
|                            | Partido Unión General (PUGEN)            | 5.883     | 0,4     | −0,5    | –      | ±0    |
|                            | Partido Rescate Nacional (PRN)           | 4.937     | 0,3     | −0,4    | –      | ±0    |
|                            | Partido Agrario Nacional (PAN)           | 2.595     | 0,2     | Neu     | –      | Neu   |
|                            | Fuerza Agraria de los Cartagineses (FAC) | 1.390     | 0,1     | Neu     | –      | Neu   |
|                            | Partido Convergencia Nacional (PCN)      | 1.348     | 0,1     | Neu     | –      | Neu   |
| Gesamt                     | Gesamt                                   | 1.521.854 | 100,0   |         | 57     |       |
| Gültige Stimmen            | Gültige Stimmen                          | 1.521.854 | 97,0    | +0,3    |        |       |
| Ungültige Stimmen          | Ungültige Stimmen                        | 28.461    | 1,8     | −0,5    |        |       |
| Leere Stimmzettel          | Leere Stimmzettel                        | 19.023    | 1,2     | +0,2    |        |       |
| Wahlbeteiligung            | Wahlbeteiligung                          | 1.569.338 | 68,8    | −1,1    |        |       |
| Nichtwähler                | Nichtwähler                              | 710.513   | 31,2    | +1,1    |        |       |
| Wahlberechtigte            | Wahlberechtigte                          | 2.279.851 |         |         |        |       |
| Quelle: Election Resources |                                          |           |         |         |        |       |